# Collocaliodes
Collocaliodes is een geslacht van vlinders van de familie spinneruilen (Erebidae), uit de onderfamilie Arctiinae.

## Soorten
- C. aethiops Kiriakoff, 1973
- C. collocalia Kiriakoff, 1957
- C. dracoena Kiriakoff, 1953